# Jorge, Duque de Cambridge
Jorge, Duque de Cambridge (em inglês:  George William Frederick Charles; Hanôver, 26 de março de 1819 – Londres, 17 de março de 1904) foi um membro da Casa de Hanôver da família real britânica, filho de Adolfo, Duque de Cambridge e Augusta de Hesse-Cassel, e neto do rei Jorge III. O duque foi um oficial do Exército Britânico e foi seu comandante-em-chefe de 1856 a 1895. Tornou-se Duque de Cambridge em 1850 e teria sido Rei do Reino Unido se sua prima Vitória não tivesse nascido alguns meses depois dele e uma vez que seus outros tios, irmãos  mais velhos de seu pai, não tinham descendentes.  Também se cogitou, igualmente, o casamento entre os dois primos, George e Vitória, o que igualmente o teria feito rei. 

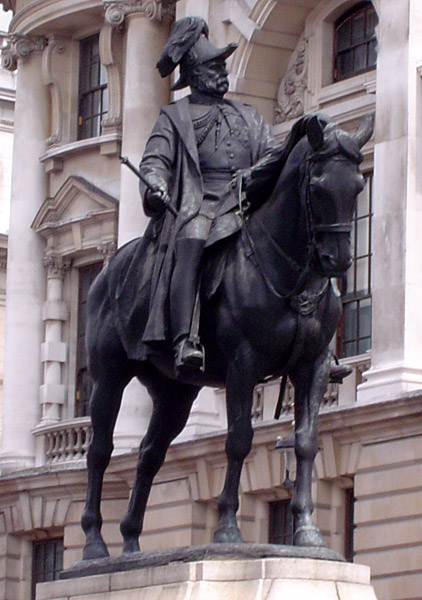
Estátua de Jorge de Hanôver, Duque de Cambridge em Whitehall, Londres.

Foi nomeado Inspetor da Cavalaria em 1852. Manteve o posto até 1854, quando, com a eclosão da Guerra da Crimeia, recebeu o comando da 1.ª Divisão (brigadas da Guarda e das Terras Altas) do Exército Britânico no oriente. Em junho de 1854 foi promovido a tenente-general. Esteve presente nas batalhas de Alma, Balaclava e Inkerman, e no Cerco de Sebastopol. Em 5 de julho de 1856, o duque foi nomeado general comandante-em-chefe do Exército Britânico, tendo sido o comandante-em-chefe que mais tempo permaneceu à frente do Exército Britânico (39 anos), sendo frequentemente visto como resistente a quaisquer mudanças, como a formação dos soldados em técnicas avançadas de guerra, ou à promoção por mérito e não por nascença; Foi ainda honrado com a patente de marechal de campo em 9 de novembro de 1862.

## Referencias
1. ↑  Dennison, Matthew. «Prince George: The previous Duke of Cambridge was a love rat and hopeless soldier». Express.co.uk. Consultado em 29 de janeiro de 2016